# Ірландське рагу

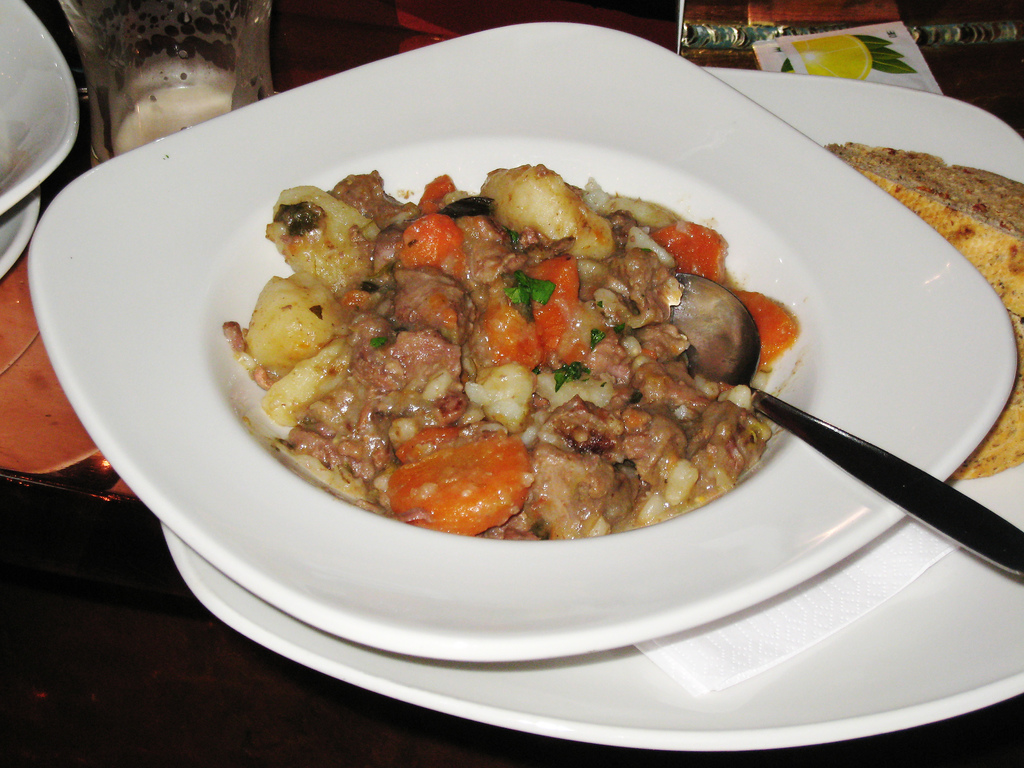
Ірландське рагу

Ірландське рагу (англ. Irish stew; ірл. stobhach/Stobhach Gaelach) — національна страва ірландської кухні. Є традиційним і одним з найпопулярніших в країні.
До складу класичного рагу входять баранина, картопля, цибуля, а також петрушка та кмин. Найчастіше м'ясо ріжеться невеликими шматочками, у той час як овочі — крупно, наполовину або чвертями. Інгредієнти складають у глибокий посуд, наприклад, рондель, після чого заливають водою і тушкують на повільному вогні близько 1 години.

## У літературі
Ірландському рагу присвячена сторінка в гумористичній повісті  Джерома К. Джерома «Троє у човні (не кажучи про пса!)». Автор жартує над консерватизмом деяких гурманів, які, наприклад, вважали, що додавання в рагу якихось додаткових інгредієнтів, начебто моркви, лише псує його смак.
Герої твору, зголодніли, вирішили приготувати з залишків продуктів рагу по-ірландськи. Керував процесом Джордж, однак, оскільки він не знав точного рецепту, у страву вирішили покласти, в тому числі: пудинг, лососину, бекон, не чищену картоплю, капусту, горох, яйця і т. д. Пес, з яким подорожували герої, приніс дохлого водяного щура, і чоловіки тривалий час серйозно сперечалися про те, чи варто його класти в рагу. Тим не менше, страва всім сподобалася :

Старі повсякденні страви нам усім вже приїлись, а тут… Який аромат, який смак! Не зрівняти ні з чим у світі.